# ライフスポーツ財団
公益財団法人ライフスポーツ財団（ライフスポーツざいだん、英語: Life Sports Promotion Foundation）は、子供と親子のスポーツ活動、地域の子供スポーツ活動や文化活動、こども囲碁活動等の普及を促進するために活動する公益法人。

## 事業内容
ライフスポーツ財団ホームページより
- 「親子や幼少児の運動あそび」や「幼少児の基礎体力作り」に関する大会・教室に対する支援（助成）
- ライフキッズスポーツクラブと開催とフランチャイズクラブの支援
- こども囲碁クラブの開設支援（助成）とこども囲碁指導者研修会